# Jean-François Pilâtre de Rozier
Jean-François Pilâtre de Rozier (n. 30 martie 1754 – d. 15 iunie 1785) a fost un profesor francez de fizică și chimie, unul dintre pionierii aviației. Împreună cu marchizul d'Arlandes, el a realizat primul zbor uman într-un balon cu aer cald, la 21 noiembrie 1783, într-un balon Montgolfier. El a murit în urma prăbușirii balonului său lângă Wimereux, Pas-de-Calais în timpul unei tentative de a zbura peste Canalul Mânecii. El și tovarășul său, Pierre Romain, au fost primele victime ale unui accident aerian.

## Începutul vieții
S-a născut la Metz, fiind al treilea fiu al lui Magdeleine Wilmard și Mathurin Pilastre, denumit și „du Rosier”, fost soldat devenit hangiu. Interesul său în ce privește chimia medicamentelor i-a fost trezit în spitalul militar din Metz, un oraș-garnizoană de la frontierele Franței. A călătorit la Paris la 18 ani, și a predat fizică și chimie la Academia din Reims, ceea ce l-a pus în situația de a-l cunoaște pe Monsieur, conte de Provence, fratele regelui Ludovic al XVI-lea.  
S-a reîntors la Paris, unde a fost însărcinat cu cabinetul de istorie naturală al contelui, fiind făcut valet de chambre al soției acestuia, Madame, ceea ce i-a adus numele de nobil, Pilâtre de Rozier. Și-a deschis la 11 decembrie 1781 un muzeu în cartierul Marais din Paris, unde a efectuat experimente de fizică și a oferit demonstrații nobililor. A cercetat noul domeniu al gazelor și a inventat un aparat pentru susținerea respirației.

## Pionier al zborului

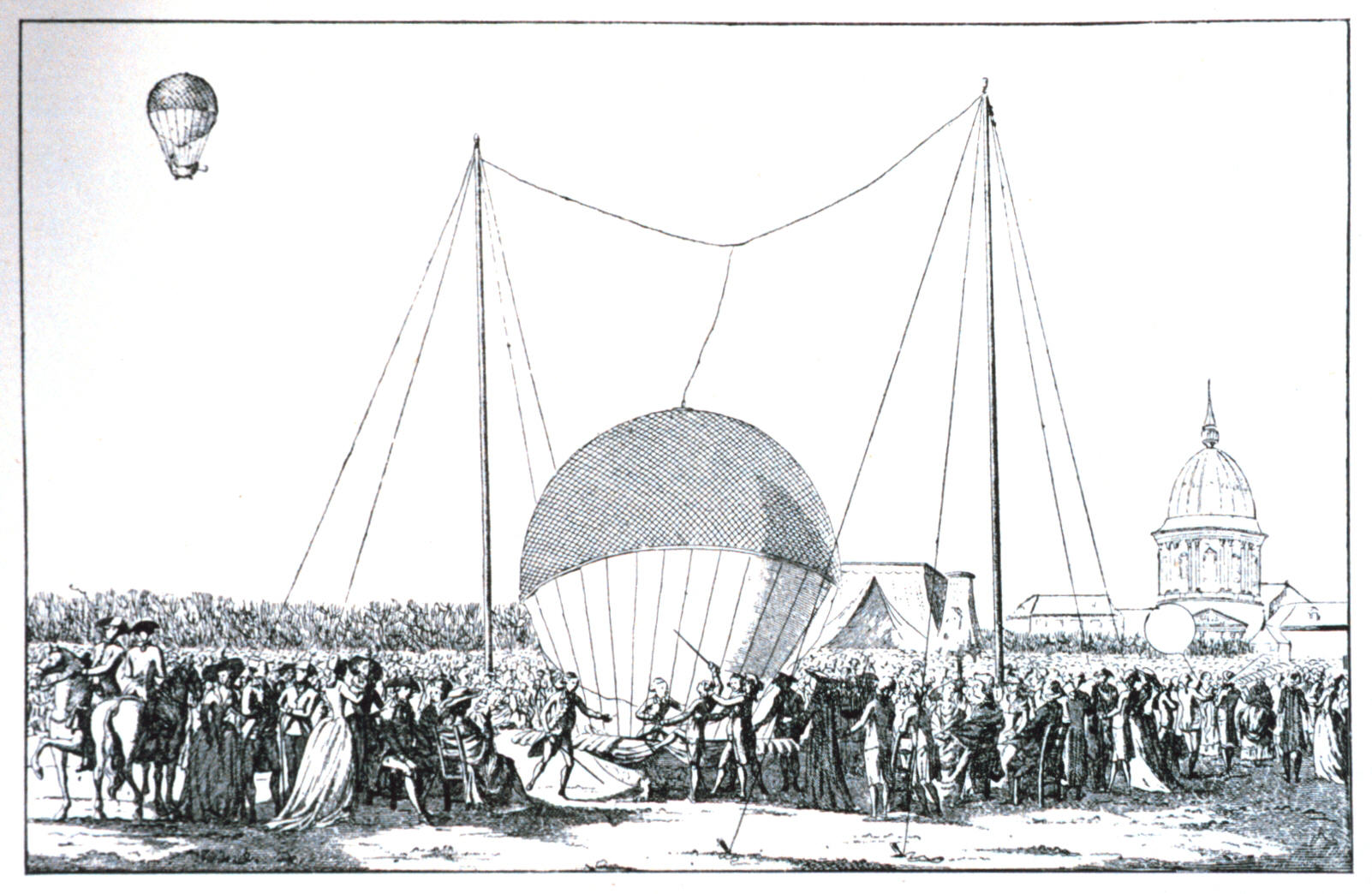
Prima ascensiune într-un balon legat cu frânghie, realizată la 15 octombrie 1783 de către Rozier.

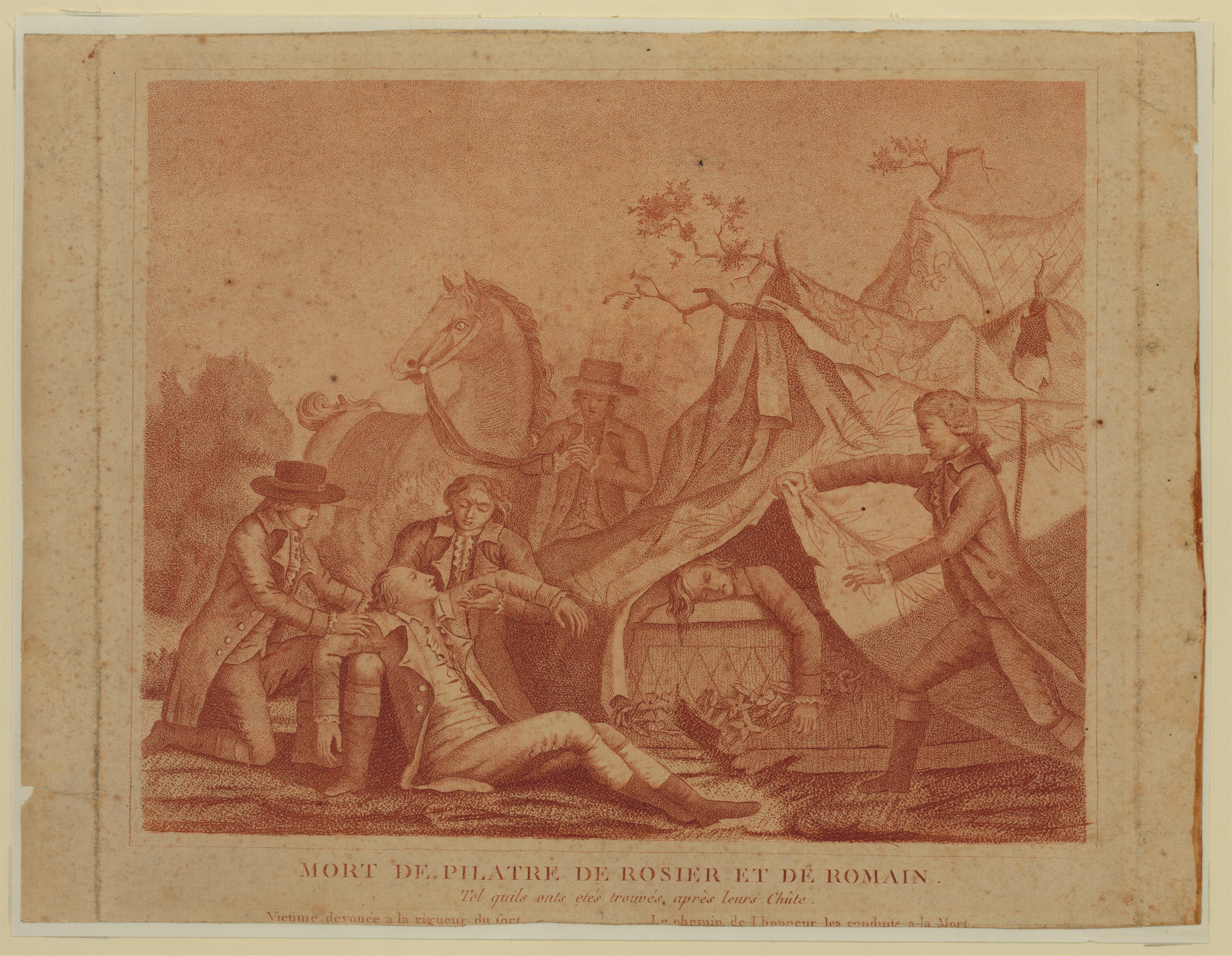
Accidentul fatal de la Wimereux, 15 iunie 1785.

În iunie 1783, a fost martor la prima demonstrație publică a unui balon cu aer cald, efectuată de frații Montgolfier. La 19 septembrie, a asistat la zborul fără frânghie al unui balon care conținea o oaie, un câine și o rață de pe curtea din fața Palatului Versailles. Regele Franței Ludovic al XVI-lea a hotărât că primul zbor al unui om va fi efectuat cu doi criminali condamnați, dar de Rozier și-a asigurat ajutorul ducesei de Polignac, care i-a susținut opinia că cinstea de a fi primul om care zboară în balon trebuie să revină unei persoane de înaltă statură socială, iar marchizul d'Arlandes a acceptat să-l însoțească. Regele s-a lăsat convins să le permită lui d'Arlandes și de Rozier să devină primii piloți.
După mai multe teste cu balonul legat cu frânghia, teste din care cei doi au câștigat experiență la controlul balonului, de Rozier și d'Arlandes au efectuat primul zbor nelegat într-un balon cu aer cald Montgolfier la 21 noiembrie 1783, ridicându-se la orele 2 p.m. din grădina de la Château de la Muette din Bois de Boulogne, în prezența regelui. Zborul lor de 25 de minute i-a dus încet la circa 9 km distanță către sud-est, ajungând la o altitudine de 900 m, înainte de a coborî la sol la Butte-aux-Cailles, pe atunci o suburbie a Parisului.

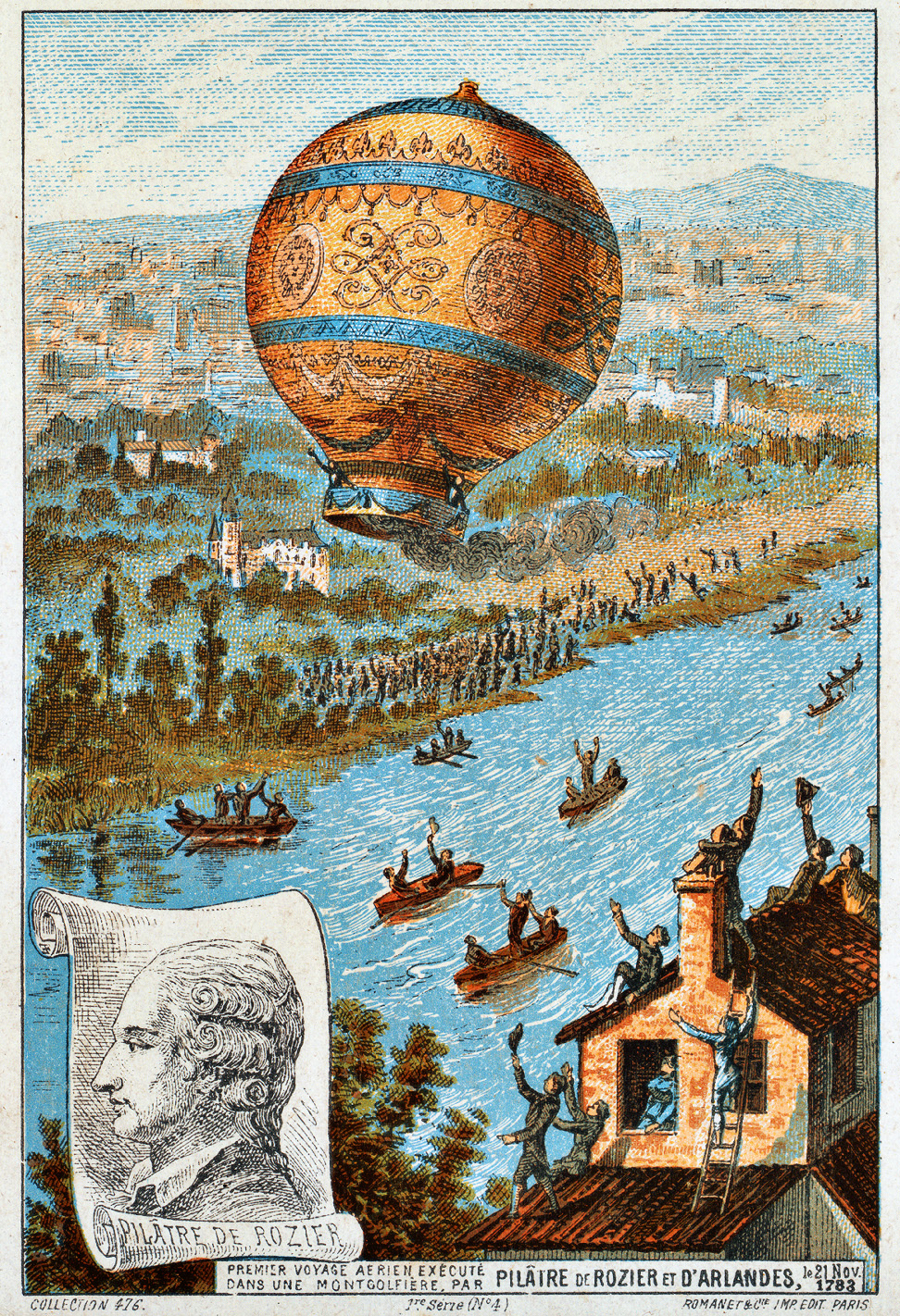
Primul zbor nelegat în balon, efectuat de Rozier și de marchizul d'Arlandes la 21 noiembrie 1783.

Împreună cu Joseph Montgolfier, a fost unul din cei șase pasageri ai unui alt zbor, la 19 ianuarie 1784, cu un balon Montgolfier uriaș, botezat Le Flesselles, pornit de la Lyon. Patru nobili francezi, printre care și un prinț, au plătit călătoria. Trebuiau depășite câteva obstacole. Tapetul utilizat pentru a acoperi anvelopa balonului s-a udat din cauza vremii reci și umede. Partea superioară era făcută din piele de oaie sau de căprioară. Aerul era încălzit cu lemne ce ardeau într-o sobă de fier: pentru început, au fost aprinse paiele îmbibate în coniac. (În alte teste, s-au folosit cărbuni sau cartofi). Balonul avea un volum de circa 23.000 m³, de peste 10 ori mai mare ca în cazul primului zbor, dar care zburase doar pe o distanță scurtă. Spectatorii s-au așezat în genunchi când balonul a coborât prea rapid. În acea seară, pasagerii și piloții au fost sărbătoriți la un spectacol al operei Iphigénie en Tauride de Gluck.
Rozier a luat parte și la un alt zbor, la 23 iunie 1784, într-o versiune modificată a primului balon al fraților Montgolfier, botezat La Marie-Antoinette în onoarea reginei, balon ce s-a ridicat în fața regelui Franței și a regelui Gustav al III-lea al Suediei. Împreună cu Joseph Proust, de Rozier a zburat spre nord la o altitudine de circa 3.000 metri, peste nori. Ei au călătorit 52 km în 45 minutes înainte ca frigul și turbulențele să-i oblige să coboare dincolo de Luzarches, între Coye și Orry-la-Ville, lângă pădurea Chantilly. Ei au stabilit atunci recordul de viteză, altitudine și distanță parcursă.

## Ultimul zbor
Următorul plan al lui de Rozier era cel de a încerca traversarea Canalului Mânecii din Franța în Anglia. Un balon Montgolfier nu ar fi fost suficient pentru aceasta, întrucât avea nevoie de cantități mari de combustibil pentru încălzirea aerului, astfel încât el a proiectat un alt tip de balon, balonul Rozière, o combinație între un balon cu aer cald și un balon cu hidrogen. El a fost pregătit în toamna lui 1784, dar tentativa a fost lansată doar după ce un alt francez, Jean-Pierre Blanchard, însoțit de un american, dr. John Jeffries, au survolat Canalul Mânecii într-un balon cu hidrogen la 7 ianuarie 1785, din Anglia în Franța.

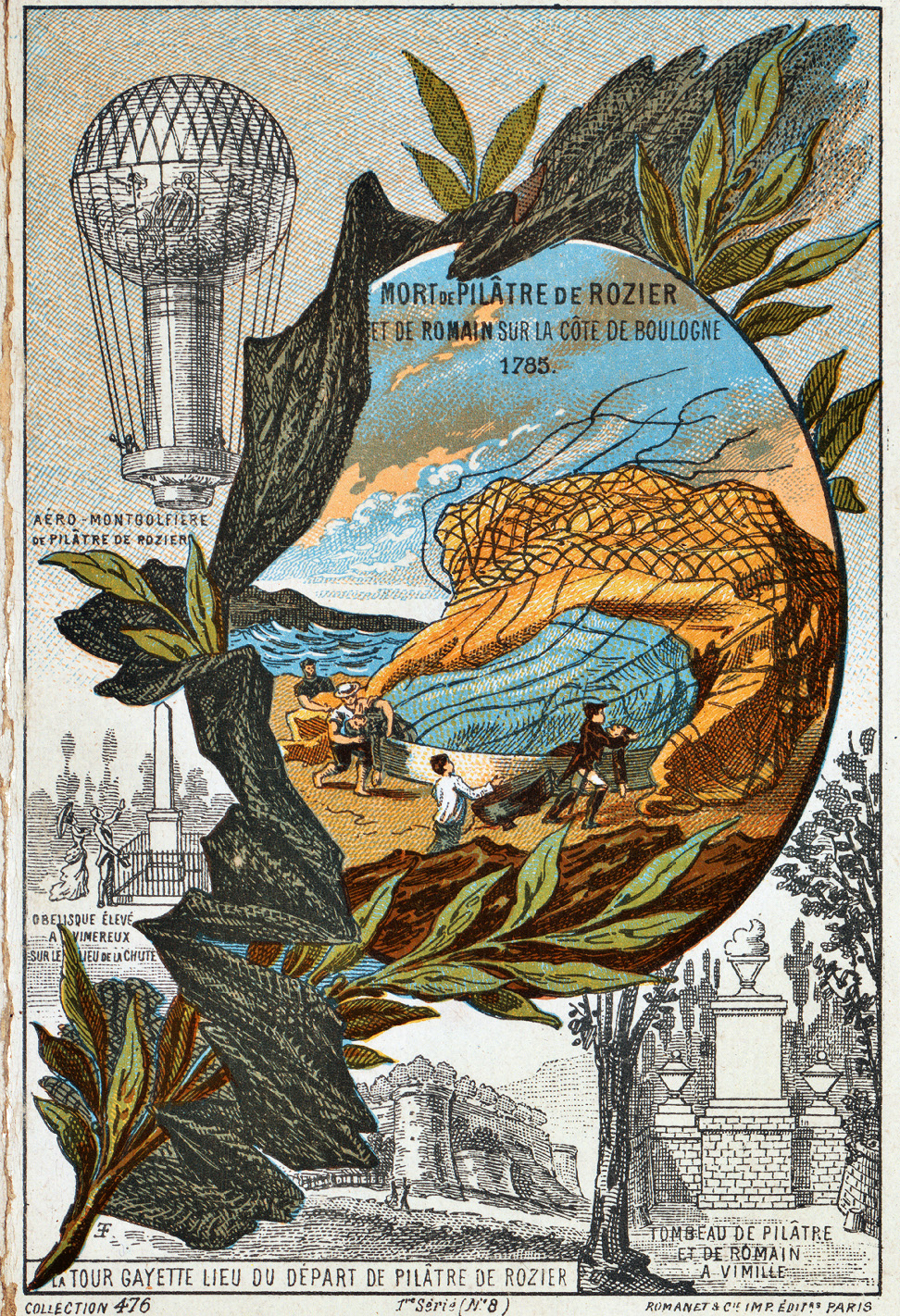
Moartea lui Rozier și Romain.

În ciuda câtorva tentative, de Rozier și însoțitorul său, Pierre Romain, nu au reușit să se ridice de la Boulogne-sur-Mer decât la 15 iunie 1785. După ce au înaintat puțin, o schimbare bruscă a direcției vântului i-a împins înapoi deasupra uscatului la circa 5 km distanță de locul ascensiunii inițiale. Balonul s-a dezumflat brusc (fără ca anvelopa să ia foc) și s-a prăbușit lângă Wimereux în Pas-de-Calais, de la o înălțime de circa 450 m. Ambii ocupanți au murit. După opt zile, a murit și logodnica lui de Rozier, care se pare că s-ar fi sinucis. Ulterior, la locul prăbușirii a fost înălțat un obelisc comemorativ. Regele a bătut o medalie și a acordat familiei o pensie.
Balonul modern hibrid cu aer cald și hidrogen se numește balon Rozière deoarece el a fost cel care l-a proiectat primul.